# Henk Mac Donald
Henk Mac Donald (Paramaribo, 9 februari 1952 - aldaar, 13 februari 2016) was een Surinaams musicus en arts. Hij was zanger en toetsenist in verschillende muziekformaties, waaronder OPO en The Crew. Als songwriter won hij tweemaal de eerste prijs tijdens SuriPop.

## Biografie
Mac Donald was het oudste kind in het gezin. Op de Algemene Middelbare School speelde hij in verschillende beatgroepen. In die tijd begon hij ook met het schrijven van eigen liedjes. Hij was zanger en toetsenist in de zanggroep OPO. De groep had als grootste hit Ja ja Sranaam (Lang leve Suriname) waarvan meer dan tienduizend singles werden verkocht. Mac Donald leverde hier het arrangement voor. Verder speelde hij in The Crew in Torarica en op cruiseschepen. Daarnaast was hij een fervent tafeltennisser.
Hij scheef het lied Gi yu, dat in 1984 door Rudolf Heidanus op SuriPop werd gezongen. Het werd dat jaar uitgekozen tot het winnende nummer. Het lied wordt ook wel het mooiste SuriPoplied genoemd. In 2002 zong Heidanus tijdens SuriPop opnieuw een winnend lied van Mac Donald, Tide ete.
In 2020 was aan Henk Mac Donald een maand op de Iconenkalender van NAKS gewijd.